# 黄张嘉洋
黄张嘉洋（2000年2月15日—），中国艺术体操运动员，2023年亚洲艺术体操锦标赛集体全能、5人圈操、3人带操+2人球操金牌得主、团体铜牌得主、2023年世界艺术体操锦标赛5人圈操金牌得主、集体全能和3人带操+2人球操银牌得主。

## 经历
黄张嘉洋曾就读于成都市少年儿童业余体育学校内的剑蕾体育幼儿园，毕业后在成都市草堂小学就读，因放学时间早，放学后在与草堂小学一墙之隔的成都市少体校学习体操，2010年进入成都体育学院竞技体校，入选四川省艺术体操队，2014年入选中国国家队。